# 沃倫頓 (阿拉巴馬州)
沃倫頓（英語：Warrenton）是一個位於美國阿拉巴馬州馬歇爾縣的非建制地區。該地的面積和人口皆未知。

## 地理
沃倫頓的座標為34°21′24″N 86°21′34″W / 34.35667°N 86.35944°W，而該地的平均海拔高度為190米（即620英尺）。